# Антисемитизм в советской математике
Антисемитизм в советской математике — проявление неприязни, предубеждений и дискриминации в СССР по отношению к евреям в научной и образовательной среде, связанной с математикой.
Согласно многочисленным свидетельствам и фактам, со второй половины 1960-х по конец 1980-х годов евреи, получающие образование или работающие в области математики в СССР, подвергались дискриминации при поступлении в вузы, в аспирантуру и на работу, при защите диссертаций, при попытке опубликовать статью или книгу, при поездках на научные конференции и за границу.
Одним из наиболее скандальных направлений этой дискриминации было массовое недопущение поступления на механико-математический факультет МГУ абитуриентов еврейского происхождения, которое было организовано руководством факультета и продолжалось до конца 1980-х годов. В проведении антисемитской политики в научной среде обвиняли академиков Ивана Матвеевича Виноградова, Льва Семёновича Понтрягина и ряд других, которые продолжительное время руководили и определяли политику в советской математике. Это послужило причиной нескольких международных скандалов. Понтрягин эти обвинения отвергал.
Дискриминация стала одной из причин массовой эмиграции евреев-математиков из СССР, что нанесло большой ущерб советской и российской науке.
Факты дискриминации евреев в СССР отрицались властями и Антисионистским комитетом советской общественности.

## Предыстория
Антисемитизм в СССР был унаследован с дореволюционного времени, когда он активно пропагандировался Русской православной церковью. В частности, с 1887 года в Российской империи существовала процентная норма для еврейских учащихся от 3 % в Москве и Петербурге и до 10 % в «черте оседлости». Некоторые учебные заведения были полностью закрыты для евреев. К чтению лекций в университетах евреи допускались в виде редкого исключения, сделать научную карьеру в России еврею было почти невозможно. В период Первой мировой войны ограничения на обучение в вузах были ослаблены и окончательно отменены в 1917 году после Февральской революции Временным правительством.
На государственном уровне антисемитизм возник в СССР в конце 1930-х годов и достиг пика в конце 1940-х — начале 1950-х. Кампания по «борьбе с космополитизмом», начавшаяся в 1946 году, превратилась в антисемитскую — с преследованиями и массовыми арестами. В 1948 году был закрыт Еврейский антифашистский комитет и ряд других национальных учреждений, активисты ЕАК были казнены. «Дело врачей», начатое в январе 1953 года, по слухам, должно было стать прелюдией к массовой депортации евреев в лагеря, но было прекращено после смерти Сталина. В 1944 году были введены ограничения на приём евреев в высшие учебные заведения. Во время кампании по «борьбе с космополитизмом» еврейских студентов исключали из вузов, а учёных и преподавателей массово выгоняли с работы.
После 1953 года накал антисемитизма в СССР стал спадать. Однако начиная с 1967 года после арабо-израильской Шестидневной войны в СССР резко усилилась антисионистская пропаганда, часто переходившая в предубеждение к евреям. Историк Геннадий Костырченко писал, что антисемитизм достаточно ощутимо проявился в сфере науки и образования. По статистике растущая доля евреев среди студентов и аспирантов стала сокращаться с 1969 года, а с 1970 вследствие эмиграции начала падать и доля среди преподавателей вузов. Сокращение доли еврейских студентов, по мнению Костырченко, объясняется усилением политики государственного антисемитизма.
9 марта 1968 года 99 советских математиков выразили публичный протест против незаконной принудительной отправки диссидента Александра Есенина-Вольпина в психиатрическую больницу. После этого многие подписанты протестного обращения подверглись репрессиям: от них требовали отказа от подписей, их выгоняли с работы, понижали в должности, запрещали выезд за границу и т. п. Постепенно руководство советской математикой было сменено, а новое начало проводить антисемитскую политику. Анатолий Каток пишет, что дискриминация евреев начиная с 1969 года была результатом общей политической реакции после подавления Пражской весны, однако конкретная ситуация зависела от взаимодействия между местной администрацией и партийными властями. В частности, в МГУ верх взял партком и сторонники жёсткой линии, которые после письма в защиту Есенина-Вольпина смогли заклеймить математическое сообщество как нелояльное. Период после 1968 года получил неформальное название «чёрное двадцатилетие».

## Дискриминация евреев-математиков в СССР

### Дискриминация в образовании
Сотрудник научно-исследовательского правозащитного центра «Мемориал» историк Семён Чарный отмечал, что дискриминация была изначально присуща советской системе образования, но строилась по классовому признаку. Дискриминационная система по национальному признаку с целью недопущения евреев в отдельные вузы возникла в конце 1940-х годов. Полноценно она оформилась и действовала с 1960-х. Краткая еврейская энциклопедия сообщает, что в этот период «многие факультеты Московского, Ленинградского, Киевского и других университетов, Московский инженерно-физический институт, Московский физико-технический институт были полностью или частично закрыты для евреев. Евреев перестали принимать на работу во многие академические институты». Правозащитник и член Московской Хельсинкской группы Людмила Алексеева писала, что «стеснение в доступе к образованию — самая чувствительная из дискриминационных мер против евреев, так как стремление дать образование детям — одна из самых сохранившихся в еврейских семьях традиций». Аналогичную мысль высказывал доктор физико-математических наук Александр Воронель: «Променяв традицию на эту единственную ценность — образование, евреи, лишаясь образования, лишаются всего». Идеологической базой для такой дискриминации было стремление властей как к пропорциональному представительству разных национальностей в высшем образовании в целом, так и в снижении доли конкретно евреев.

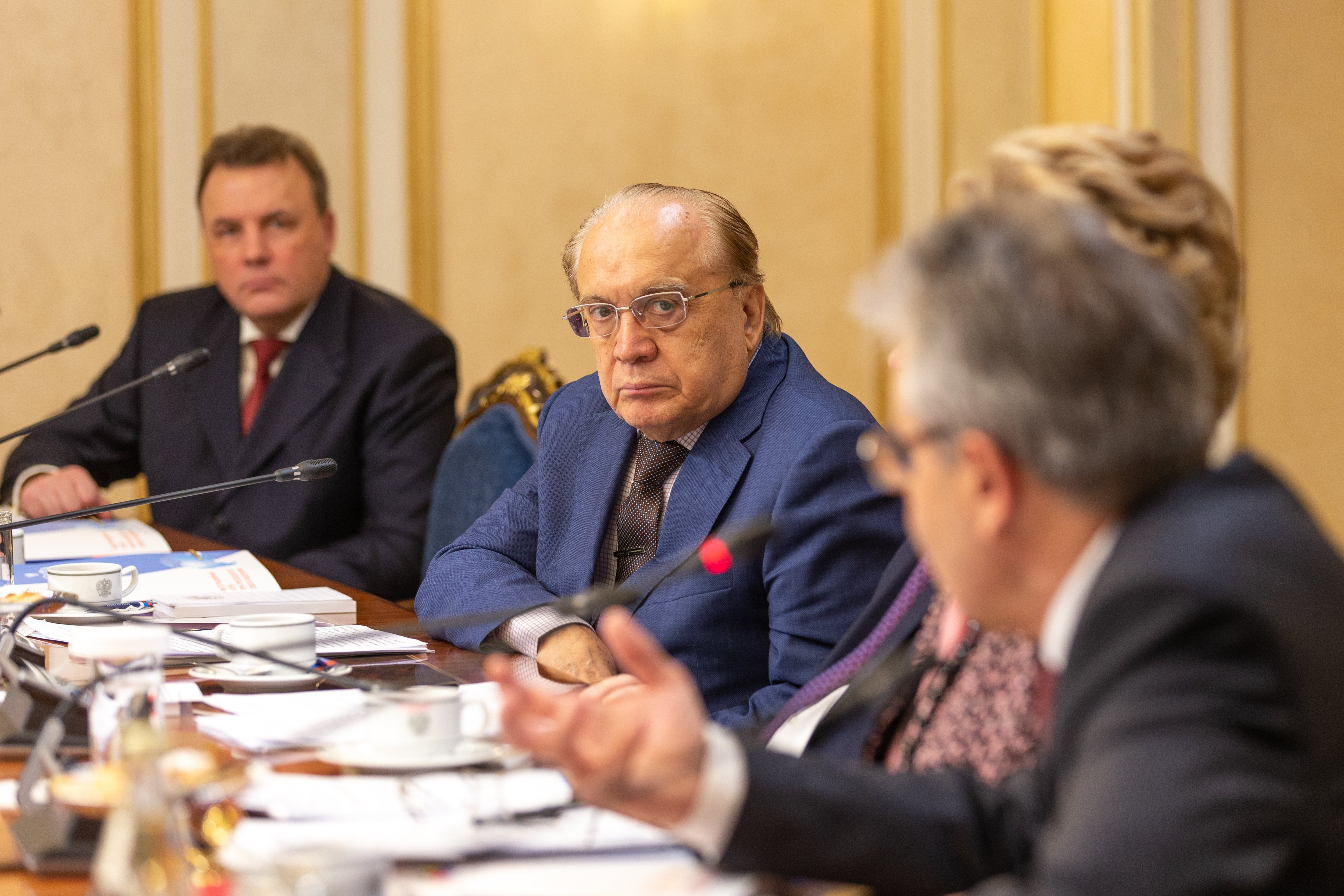
Виктор Садовничий руководил в те годы работой приемных комиссий МГУ

Одним из наиболее скандальных направлений этой дискриминации было массовое недопущение поступления на механико-математический факультет МГУ абитуриентов еврейского происхождения. Основными проводниками дискриминационной политики на мехмате швейцарский математик и журналист Джордж Шпиро назвал нынешнего ректора МГУ Виктора Садовничего (в то время руководил работой приёмных комиссий), декана мехмата Олега Лупанова, а также профессора и старшего экзаменатора Александра Мищенко. Математик Александр Шень добавил к этому списку целый ряд членов приёмных комиссий. По мнению Геннадия Костырченко ситуация особенно ухудшилась с назначением в 1977 году деканом мехмата Алексея Кострикина, которое совпало по времени с общим идеологическим «похолоданием» в университете и назначением ректором МГУ академика Анатолия Логунова.
О массовой дискриминации евреев в те годы на приёмных экзаменах по математике упоминал ведущий научный сотрудник мехмата Владимир Ткачук в популярном пособии «Математика — абитуриенту». Аналогичная система действовала в МВТУ имени Баумана и некоторых других престижных вузах. Джордж Шпиро писал:

На устных экзаменах к ним придирались. Неугодным кандидатам задавались «вопросы на засыпку», ответы на которые требовали долгих рассуждений и сложных расчётов. На некоторые вопросы ответить было просто невозможно, другие просто не имели правильного ответа. Эти вопросы были нужны не для того, чтобы проверить знания абитуриента, а чтобы отсеять «неугодных».
Евреев, принятых в 1978 году на мехмат МГУ, было значительно меньше, чем в условиях «процентной нормы» Российской империи. В этот год на факультет поступал 21 выпускник одной из московских математических школ, из них 14 русских и 7 евреев. Все 14 русских были приняты, из 7 евреев — только 1 (он получил I премию на Международной математической олимпиаде и 3 года подряд получал I премию на Всесоюзных олимпиадах). Среди непринятых евреев двое были неоднократными победителями Московской олимпиады. В 1979 году из 47 неевреев-абитуриентов на мехмат поступило 40, а из 40 евреев, включая 26 победителей олимпиад, только 6. В 1980 году из 400 евреев—выпускников ведущих московских математических школ никто даже не пытался поступать на мехмат.
Математик и диссидент Валерий Сендеров, который, по мнению Костырченко, внёс наибольший вклад в борьбу с этой несправедливостью, показал способы, которыми администрация мехмата преграждала путь еврейским абитуриентам. Так, наиболее талантливым из них, которых сложно было отсеять иными способами, в качестве задач на вступительных экзаменах предлагалось решать сложнейшие математические задачи всесоюзных и международных математических олимпиад, что было прямо запрещено инструкциями Минвуза СССР. Для отсева также были придуманы специальные задачи, которые имели формальное решение в рамках школьной программы, но решить их за разумное время было невозможно, так называемые «гробы». Такие задачи абитуриенту давали одну за другой до тех пор, пока не доходили до такой, которую абитуриент не мог решить. На устных экзаменах задавались вопросы, выходящие далеко за рамки школьной программы. Иногда еврейских абитуриентов на устных экзаменах объединяли в отдельные группы, и аудитории, в которых у них принимали экзамены, на сленге назывались «газовые камеры». По словам профессора Института теоретической физики Университета Миннесоты Михаила Шифмана, поступить на мехмат МГУ «могли только те еврейские абитуриенты, которых по специальным причинам в эти группы не засовывали, например дети профессоров, академиков или других „нужных“ людей».
Даже неоднократно обвинявшийся в антисемитизме академик Игорь Шафаревич, который считал необходимой позитивную дискриминацию для снижения доли евреев в науке,
называл средства, применяемые на мехмате, «чудовищными»:

Во время экзаменов происходила борьба, война с подростками, почти детьми. Им задавали бессмысленные или двусмысленные вопросы, сбивающие с толку. Это разрушающе действовало на психологию, на психологию их и других подростков, которые видели, что поступающих для экзаменов делят на группы. Когда они видели, например, что из одной аудитории выходят со сплошными двойками, а другая группа с четвёрками и пятёрками. Создавался класс таких экзаменаторов. Эти люди, конечно, были бы готовы и к другим действиям подобного рода.
На мехмате МГУ в течение устного вступительного экзамена на решение задачи отводилось 15-20 минут. Сами эти задачи, предлагавшиеся в группах «обречённых» абитуриентов, стали предметом обсуждения в международной научной среде. В частности, академик Андрей Сахаров отмечал, что на решение некоторых из них (при гораздо большем опыте и знаниях) у него уходило более часа в спокойной обстановке. Французский математик профессор Илан Варди, также заинтересовавшийся этой темой, решил 25 «гробовых» задач за 6 недель непрерывной работы, на одну задачу в среднем уходило полтора дня. Сахаров считал, что дискриминация евреев при приёме в вузы являлась частью сознательной государственной политики вытеснения их из интеллектуальной элиты страны.
На письменном экзамене, где все абитуриенты получали одинаковый набор из пяти задач, применялся метод «широкая тройка». Высший балл — «пятёрку» получить было практически невозможно. «Четвёрку» получали несколько десятков из многих сотен экзаменовавшихся. А «тройку» могли поставить как тому, кто решил почти 4 задачи, так и тому, кто решил 2 или 3. Оспорить такое решение было крайне сложно.
Факты дискриминации по национальному признаку были зафиксированы как статистически, так и документально. Сендеров не только исследовал проблему, но составил списки наиболее каверзных задач, подготовил памятку о том, как надо отвечать на экзаменах, и помогал абитуриентам в их борьбе с приёмными комиссиями. Результаты своих исследований совместно с Борисом Каневским Сендеров опубликовал в 1980 году в самиздате под названием «Интеллектуальный геноцид». На основе статистики Сендерова и Каневского по приему на мехмат в 1979 году Московская Хельсинкская группа обнародовала 5 ноября того же года документ № 112 «Дискриминация евреев при поступлении в университет», в котором заявила, что такая дискриминация при поступлении в высшие учебные заведения «производится при помощи продуманной до последних мелочей системы занижения евреям оценок на вступительных экзаменах».
Мать одного из абитуриентов Юлия Ратнер сумела записать на диктофон свой диалог с деканом мехмата Алексеем Кострикиным, который в ответ на вопрос «Чем объяснить, что еврейские ребята, медалисты и лауреаты олимпиад, провалились на экзамене по математике?» ответил «Я не допущу на свой факультет ни евреев, ни татар!». Эта запись была продемонстрирована ею иностранным журналистам. В 1979 году Кострикин попытался даже проигнорировать прямой приказ Министерства высшего образования СССР зачислить на первый курс мехмата неоднократного победителя Всесоюзных математических олимпиад Илью Захаревича, однако в этом случае сопротивление Кострикина было сломлено. Препятствия при поступлении на мехмат МГУ также подробно описал профессор математики Калифорнийского университета в Беркли Эдуард Френкель, которого в 1984 году не приняли на этот факультет с помощью описанных выше способов.
Поскольку дискриминация евреев в советских университетах стала всерьёз рассматриваться в академических кругах на Западе, Антисионистский комитет советской общественности в январе 1984 года поручил студентке мехмата Наталье Гринберг выступить с опровержением на пресс-конференции комитета. Гринберг объявила ложью слухи о запрете на высшее образование для еврейской молодёжи. Однако, кроме этого выступления, никакой дополнительной информации и статистики обнародовано не было. По мнению историка советского антисемитизма Вильяма Кори, выступление Гринберг было слабым и не имело никакого эффекта. Тогдашний председатель приемной комиссии и секретарь парткома, а впоследствии ректор МГУ Виктор Садовничий, в 2019 году заявил, что обвинения в дискриминации евреев при поступлении на мехмат в период «чёрного двадцатилетия» — клевета. В 2020 году он утверждал, что рассказы о препятствии в приёме на мехмат нужны были тем, кто собирался уехать из СССР, — как обоснование. На прямой вопрос, была ли специальная дискриминация евреев, он ответил: «Я бы не считал, что была».
Ситуация с приёмом евреев в престижные московские вузы изменилась только с 1988—1990 годов.
Существуют разные оценки кто именно был инициатором дискриминационной политики по отношению к еврейским абитуриентам. По мнению кандидата физико-математических наук Александра Бейлинсона недопуск евреев к поступлению на мехмат был инициативой местного начальства, в частности парткома факультета. Бывший член парткома «одного из технических вузов возле Москвы», помощник секретаря ЦК КПСС Михаила Суслова Валерий Легостаев утверждал, что дискриминация абитуриентов происходила по прямому указанию сотрудников КГБ (Первый отдел).

### Дискриминация в науке
С 1954 года, когда советские математики начали участвовать в международных конгрессах, участие евреев в зарубежных поездках было ограничено. В частности, член-корреспондент РАН Израиль Гельфанд, которого неоднократно приглашали на такие конференции с докладами, ни разу не смог их посетить до 1980-х годов.

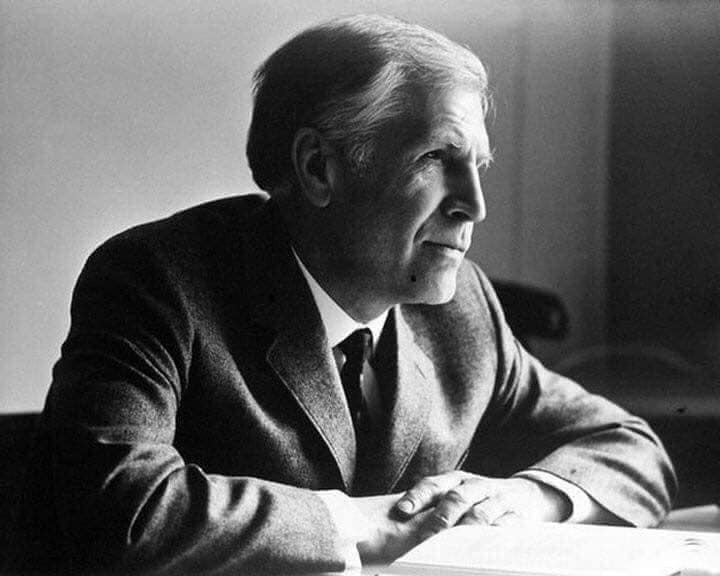
Академик Лев Понтрягин — один из активных участников антисемитской кампании

В середине 1960-х группа антисемитски настроенных академиков во главе с Виноградовым и Понтрягиным подчинила своему влиянию отделение математики АН СССР, получила контроль над редакциями ведущих математических журналов и физико-математической редакцией издательства «Наука», а затем в середине 1970-х в связи с реорганизацией Высшей аттестационной комиссии получила также контроль над экспертным советом по математике и специализированными учёными советами по защите диссертаций. В результате этого в научной математической среде долгое время проводилась дискриминационная политика по отношению к евреям.
Академик Виноградов изгнал из руководимого им Математического института имени Стеклова практически всех евреев за исключением двух.
После смерти Марка Наймарка в 1978 году институт был очищен от евреев полностью. Анонимная группа математиков-эмигрантов писала, что Виноградов этой очисткой гордился. В этом же институте 13 апреля 1978 года была организована антисемитская лекция писателя Ивана Шевцова, шокировавшая учёных, и лишь Понтрягин заявил, что согласен с ним. По той же причине (нетерпимой к евреям атмосферы) семинар по теории динамических систем, которым руководили Дмитрий Аносов и Анатолий Каток, в 1975 году был перенесён из Института имени Стеклова в ЦЭМИ.
По словам академика Сергея Новикова, институт ассоциировался с «демонстративным, гнусным антисемитизмом», насаждаемым Виноградовым.
Из-за запрета принимать на работу евреев в ленинградский филиал этого института Яков Элиашберг вынужден был уехать преподавать в Сыктывкарском государственном университете, а затем эмигрировал в США, где стал членом Национальной академии наук и профессором Стэнфордского университета.
В руководимом Понтрягиным «Математическом сборнике» с 1975 года почти перестали публиковаться статьи авторов еврейского происхождения. Согласно статистике, приведённой в американском научном журнале Science, их число сократилось на порядок. Валерий Сендеров утверждал, что опубликованная в журнале «Успехи математических наук» автобиография Понтрягина была антисемитским текстом и что публикация таких материалов в научных журналах была возможна именно в математике, но не в других науках.
С середины 1970-х началась кампания по массовому отклонению через ВАК защищаемых евреями-математиками кандидатских и докторских диссертаций. Для этого использовались специально заказанные недобросовестные и предвзятые отзывы. В течение 20 лет (между 1964 по 1984) ни один математик еврейского происхождения не был избран в Академию наук СССР. Член 10 иностранных академий, один из крупнейших математиков XX века Израиль Гельфанд, будучи избранным в члены-корреспонденты АН СССР в 1953 году, до конца 1984 года не мог стать действительным членом Академии наук из-за противодействия Виноградова и Понтрягина.
Из-за получившей международную известность скандальной деятельности Понтрягина и Виноградова президент Академии наук академик Анатолий Александров отозвал Понтрягина из исполкома Международного математического союза, заменив его академиком Юрием Прохоровым. В связи с этим Понтрягин обвинил Александрова в том, что тот находится «в услужении у сионистов». При этом в 1978 году Понтрягин и Виноградов добились исключения Григория Маргулиса из делегации на XVIII Международный конгресс математиков в Хельсинки, где Маргулису должны были вручить самую престижную в мировой математике награду для молодых учёных — Филдсовскую премию и медаль. Отсутствие Маргулиса на конгрессе стало скандалом.
Академик Понтрягин писал в мемуарах, что он боролся с сионистами и еврейским национализмом, который подогревался в советской среде из-за рубежа, обвинения в антисемитизме и дискриминации он объяснял желанием американских сионистов переманить советских евреев-математиков, а также тем, что от эмигрантов ожидают антисоветской информации, которая высоко оплачивается и на которую есть спрос. Академик Сергей Новиков утверждает, что авторитет Виноградова и Понтрягина как учёных использовался для оправдания политики государственного антисемитизма перед мировой математикой.
Многие математики сопротивлялись этой политике и протестовали против неё. Доктор физико-математических наук Григорий Фрейман, обращаясь в 1977 году с письмом к президенту Академии наук СССР Александрову, называл в качестве основных вдохновителей антисемитизма Виноградова, Карацубу, Ершова, Ширшова, Яблонского и Ульянова. Однако по воспоминаниям Семёна Кутателадзе и Сергея Новикова, Ширшов резко протестовал против скандального отклонения кандидатской диссертации своего ученика — будущего филдсовского лауреата Ефима Зельманова.
В ряде научных институтов игнорировали или саботировали антисемитскую политику. В частности, в ЦЭМИ АН СССР атмосфера была вполне либеральной, а руководство никаких антиеврейских действий не предпринимало. Анатолий Каток упоминал также противодействие антисемитизму со стороны Дмитрия Аносова. Каток полагал, что расхождения Аносова с Понтрягиным были вызваны в том числе принципиальными разногласиями по этому вопросу.

## Скандалы

### Международный конгресс в Хельсинки
В 1978 году антиеврейская политика в советской математике вызвала международный скандал на Международном математическом конгрессе в Хельсинки. После того как стало известно, что на конгресс прибыл Понтрягин и в список делегатов вошла жена Понтрягина как его секретарь, а кандидат на награждение Филдсовской премией Григорий Маргулис в список делегатов не попал, среди делегатов конгресса был распространён документ под названием «Положение в советской математике». В нём качестве основных проводников антисемитской политики в советской математике были названы академики Виноградов, Понтрягин, Тихонов, Никольский, Дородницын, декан мехмата МГУ профессор Кострикин и другие. Сам же академик Понтрягин о данной «многотиражной рукописи» написал: «Значительная часть информации, содержавшейся в ней, заведомо ошибочна и, может быть, преднамеренно лжива, значительная часть сомнительна и трудно проверяема». Краткий ответ Понтрягина на обвинения был опубликован в «Science» 14 сентября 1979 года.
Документ подписали 15 американских математиков:
- Майкл Артин (Массачусетский технологический институт);
- Хайман Басс[англ.] (Колумбийский университет);
- Исраэль Хирштейн (Чикагский университет);
- Мелвин Хохстер (Мичиганский университет);
- Натан Джекобсон (Йельский университет);
- Марк Кац (Рокфеллеровский университет);
- Джек Кифер (Калифорнийский университет в Беркли);
- Джозеф Кон[англ.] (Принстонский университет);
- Ришар Пале[англ.] (Брандейский университет);
- Александер Розенберг[англ.] (Корнеллский университет);
- Ирвинг Сигал (Массачусетский технологический институт);
- Аллен Лоуэлл[англ.] (Мичиганский университет);
- Изадор Зингер (Калифорнийский университет в Беркли);
- Дональд Спенсер[англ.] (Принстонский университет);
- Элиас Штейн (Принстонский университет).

Аналогичные материалы появились в американской печати, в ноябрьском номере журнала «Заметки Американского математического общества» и в журнале Science. В Science, кроме общего обзора проблемы и приведения ряда конкретных фактов и статистических данных, была опубликована программа помощи советским математикам-евреям, которая предполагала организацию более эффективных протестных действий против дискриминации и некоторые другие меры. Статьи на эту тему были опубликованы также в The Washington Post и в других изданиях.
Бельгийский математик Жак Тийтс, который от имени организаторов должен был произнести поздравительную речь в адрес Григория Маргулиса при вручении ему Филдсовской премии, выразил глубокое разочарование тем, что Маргулису не разрешили выехать из СССР на этот конгресс.

### Дело Ершова
В мае 1980 года 40 математиков Калифорнийского университета в Беркли и других вузов США объявили бойкот приехавшему по программе Фулбрайта профессору Новосибирского государственного университета члену-корреспонденту АН СССР Юрию Ершову в связи с его участием в антисемитской политике против еврейских коллег в СССР.

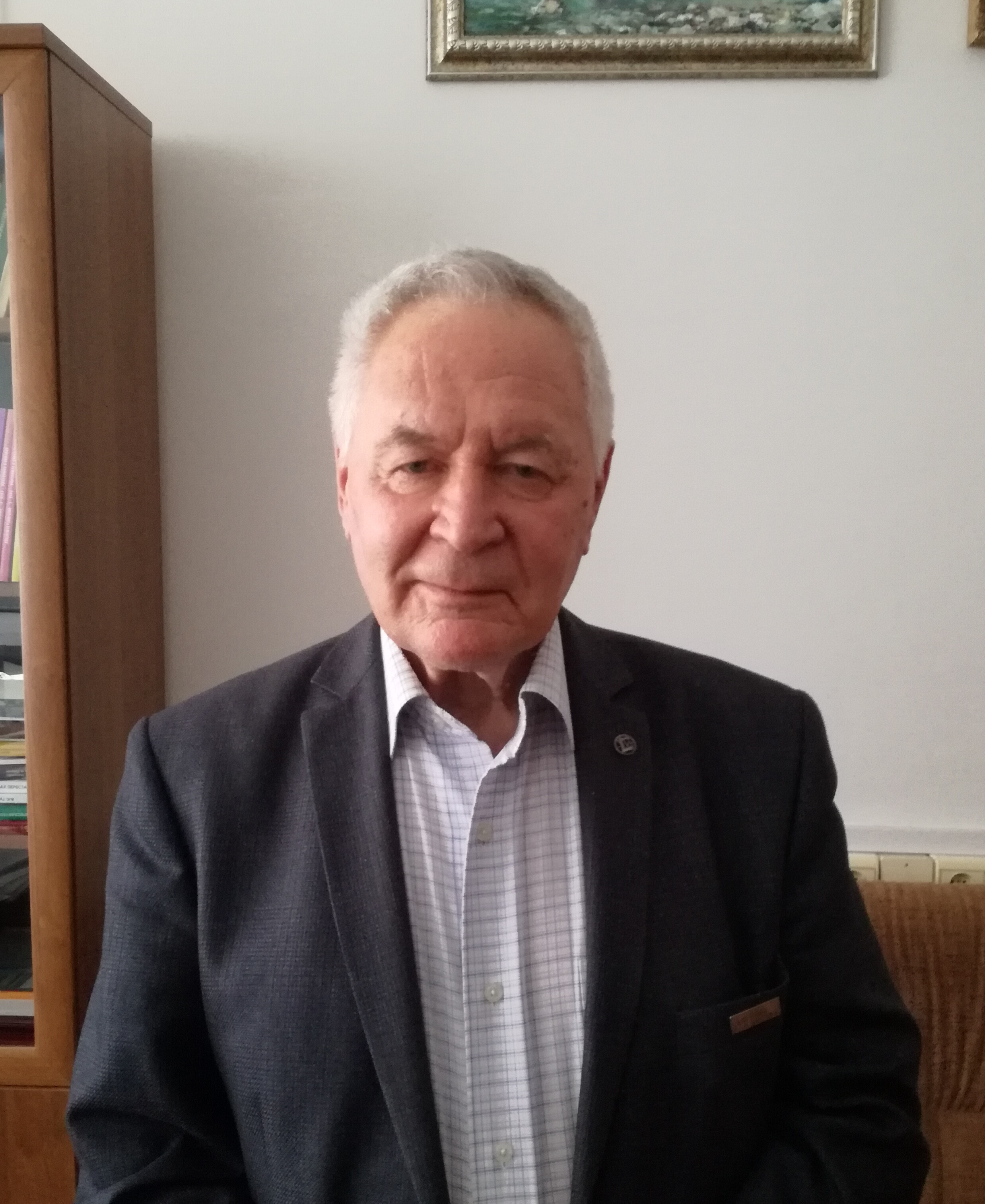
Академик Юрий Ершов

По утверждению Фреймана, Ершов как член оргкомитета был причастен к исключению именно евреев из списков приглашённых на конференцию по математической логике в Кишинёве. Семён Кутателадзе упоминает роль Ершова в отклонении диссертаций и фактическом запрете на защиту диплома некоторых ныне известных еврейских учёных, в частности Ефима Зельманова.
Выступления Ершова в США сопровождались пикетами и публичными протестами. Этот скандал стал известен как «дело Ершова», он был отмечен американскими СМИ, в частности The Boston Globe. Письма с призывом к бойкоту подписали Леон Хенкин, Джулия и Рафаэль Робинсон, Джон Келли, Стивен Смэйл, Бертон Дребен, Хилари Патнэм, Акихиро Канамори, Хартли Роджерс, Сай Фридман, Ричард Шор и ряд других известных учёных. В итоге запланированные выступления Ершова были отменены.
Сам Ершов отрицал обвинения. В письме Альфреду Тарскому он утверждал, что «совершал ошибки», но никогда не руководствовался в работе расовыми и национальными предрассудками.

## Последствия
Дискриминация евреев при поступлении в МГУ и ряд других престижных вузов стала поводом для создания в Москве неформальных учебных курсов под названием «Еврейский народный университет», где известные математики читали на добровольных началах лекции не поступившим на мехмат МГУ и т. п. Народный университет действовал с 1978 по 1983 годы.
По той же причине на ряде математических факультетов менее престижных вузов процент еврейских студентов был очень велик. Отсеянные при поступлении в МГУ, МИФИ, МФТИ и тому подобные вузы евреи легко поступали в Московский институт инженеров транспорта (МИИТ), Московский институт нефтехимической и газовой промышленности, Московский институт радиотехники, электроники и автоматики и так далее, где такой дискриминации не было.
Валерий Сендеров рассматривал в качестве тяжёлых последствий этой политики, кроме «утечки мозгов», ещё множество погубленных молодых талантов, а также всеобщую деморализацию, когда:

У всех на глазах делалась очевидная неправда, очевидно грязные вещи, очевидное неравенство, и люди должны были смотреть на это, никто даже не пытался оправдываться, просто люди должны были смотреть и молчать. Смотрели и молчали.
Профессор и проректор РЭШ кандидат физико-математических наук Константин Сонин в 2012 году писал, что следствием антисемитизма 1970—1980-х стал современный упадок мехмата МГУ.
Из-за возможной эмиграции евреи в СССР часто рассматривались в качестве нелояльных граждан, хотя дискриминация предшествовала эмиграции, а не наоборот. Следствием дискриминации стала массовая эмиграция евреев-математиков из СССР. Профессор Мелвин Натансон из Университета Нью-Йорка в 1980 году сравнил её с оттоком научных кадров из нацистской Германии и предсказал, что из-за такой политики в будущем СССР не сможет конкурировать с Западом в области науки и будет зависеть от импорта технологий. Известный историк науки Лорен Грэхэм в 1984 году написал, что антисемитизм нанёс сильный ущерб советской науке, в том числе математической. Аналогичного мнения придерживается президент Московского математического общества академик Виктор Васильев. На конференции научных работников РАН 29 августа 2013 года он сказал, что последствия деятельности советских «партийно-государственных антисемитов» невосполнимы и очень болезненны для российской математики.
По причине дискриминации СССР покинули Иосиф Бернштейн, Давид Каждан, Борис Митягин, Михаил Громов, Виктор Кац, Борис Мойшезон, Илья Пятецкий-Шапиро и многие другие известные учёные. Ряд еврейских математиков работали вне специальных математических институтов, в частности, в физических — Григорий Маргулис, Яков Синай, Марко Вишик, Роланд Добрушин и множество других. Также некоторые учёные, не имея возможности заниматься теоретической математикой, ушли в перспективные области прикладной науки (в том числе в кибернетику и математическую экономику). В 2004 году среди 120 членов отделения математики Национальной академии наук США из 12 математиков из бывшего СССР было восемь евреев, постоянно работающих в США (Бернштейн, Дынкин, Элиашберг, Гельфанд, Каждан, Маргулис, Синай, Зельманов), и ещё двое, работающих в других странах (Арнольд в России и Громов во Франции).

### Комментарии
1. ↑  Призёр Всероссийской олимпиады Зиновий Райхштейн[англ.] не смог поступить на мехмат МГУ в 1978 году, а впоследствии стал профессором математики в Университете Британской Колумбии в Ванкувере, успешно окончив в 1988 году аспирантуру Гарвардского университета
2. ↑  Остались работать С. Н. Бернштейн и А. О. Гельфонд, а также был принят на работу М. А. Наймарк
3. ↑  Ряд источников употребляет при описании этой ситуации термин «юденфрай», намекающий на политику нацистов.
4. ↑  Михаил Цаленко утверждает, что опубликован был значительно смягчённый после скандала в Президиуме АН СССР третий вариант исходного авторского текста — см. Цаленко, 2011
5. ↑  В Хронике текущих событий стоит цифра «14», Понтрягин пишет «16», но в сборнике Фреймана It seems I am a Jew: a Samizdat essay, где документ приведён полностью, стоит 15 имён подписантов.
6. ↑  Leonard Bushkoff. Soviet is protested at MIT (англ.) // The Boston Globe. — 1980. — 18 May (vol. 218, no. 139). — P. 8.

## Архивные документы
- Discrimination against Russian Jewish students and scientists. Шифр IJA 80(19):710.1 MS 237 8/35. Papers of the Institute of Jewish Affairs, 1913-95.